# Sorunda
För andra betydelser, se Sorunda (olika betydelser).
Sorunda är en av SCB namnsatt tätort i Nynäshamns kommun omfattande flera mindre byar. Sorunda är sedan länge namnet på en bygd som även gav namn till Sorunda socken med Sorunda kyrka. Tätorten omfattar bebyggelsen runt kyrkan, som bland annat utgörs av byarna Sunnerby och Spångbro.
Vägverket, senare Trafikverket, skyltade länge till Sorunda från Nynäsvägen och skyltarna ledde till platserna runt kyrkan. Boende i Sorundas bygd menade att skyltningen borde göras till sockengränsen. Under 2015 tog Trafikverket ned alla skyltar till Sorunda och valde istället att bara skylta till Spångbro, vid kyrkan. De boende i bygden protesterade över att ingen skyltning alls görs till den mest namnkunniga benämningen i området.

## Historia
Nära kyrkan ligger en tingshög. 

### Befolkningsutveckling
| Befolkningsutvecklingen i Sorunda 1960–2020 | Befolkningsutvecklingen i Sorunda 1960–2020 | Befolkningsutvecklingen i Sorunda 1960–2020 | Befolkningsutvecklingen i Sorunda 1960–2020 | Befolkningsutvecklingen i Sorunda 1960–2020 |
| ------------------------------------------- | ------------------------------------------- | ------------------------------------------- | ------------------------------------------- | ------------------------------------------- |
|                                             |                                             |                                             |                                             |                                             |
| År                                          |                                             |                                             | Folkmängd                                   | Areal (ha)                                  |
| 1960                                        | 1960                                        |                                             | 250                                         |                                             |
| 1965                                        | 1965                                        |                                             | 270                                         |                                             |
| 1970                                        | 1970                                        |                                             | 793                                         |                                             |
| 1975                                        | 1975                                        |                                             | 1 209                                       |                                             |
| 1980                                        | 1980                                        |                                             | 1 428                                       |                                             |
| 1990                                        | 1990                                        |                                             | 1 331                                       | 107                                         |
| 1995                                        | 1995                                        |                                             | 1 374                                       | 108                                         |
| 2000                                        | 2000                                        |                                             | 1 348                                       | 109                                         |
| 2005                                        | 2005                                        |                                             | 1 352                                       | 109                                         |
| 2010                                        | 2010                                        |                                             | 1 307                                       | 110                                         |
| 2015                                        | 2015                                        |                                             | 1 272                                       | 118                                         |
| 2020                                        | 2020                                        |                                             | 1 319                                       | 121                                         |
|                                             |                                             |                                             |                                             |                                             |

## Kommunikationer
Från Sorunda går följande bussförbindelser: Till Trollsta linjerna 729, 848 och 858. Lisö linje 856. Nynäshamn linjerna 783, 848 och 858. Södertälje linje 783. Tumba linje 729. Tungelsta linje 848. Västerhaninge linje 848. Ösmo linjerna 783 och 858 och Stora Vika linje 848.

## Kultur
I Sorunda finns ett antal konsthantverkare. 
Sorunda socken har gett namn åt Sorundatårtan.